# Josh Evans (réalisateur)
Pour les articles homonymes, voir Josh Evans.
Josh Evans est un réalisateur américain, né le 16 janvier 1971 à New York.

## Biographie
Acteur dans The Doors et Né un 4 juillet, Josh Evans travaille comme réalisateur à partir des années 1990.
Il est le fils de Robert Evans et Ali MacGraw.

## Filmographie

### Court métrage
- 1994 : Cold: Go Away

### Longs métrages
- 1994 : Inside the Goldmine
- 1997 : Glam
- 2000 : The Price of Air
- 2005 : Che Guevara
- 2009 : Everybody Dies
- 2015 : Death in the Desert
- 2016 : Thirty Nine